# Бінгем (Іллінойс)
Бінгем (англ. Bingham) — селище (англ. village) в США, в окрузі Фаєтт штату Іллінойс. Населення — 60 осіб (2020).

## Географія
Бінгем розташований за координатами 39°6′44″ пн. ш. 89°12′49″ зх. д. / 39.11222° пн. ш. 89.21361° зх. д. (39.112236, -89.213728).  За даними Бюро перепису населення США в 2010 році селище мало площу 0,71 км², уся площа — суходіл.

## Демографія
Згідно з переписом 2010 року, у селищі мешкали 83 особи в 32 домогосподарствах у складі 20 родин. Густота населення становила 117 осіб/км².  Було 43 помешкання (61/км²).
Расовий склад населення:
| - 97,6 % — білих - 1,2 % — чорних або афроамериканців |

До двох чи більше рас належало 1,2 %. Частка іспаномовних становила 0,0 % від усіх жителів.
За віковим діапазоном населення розподілялося таким чином: 26,5 % — особи молодші 18 років, 65,1 % — особи у віці 18—64 років, 8,4 % — особи у віці 65 років та старші. Медіана віку мешканця становила 34,9 року. На 100 осіб жіночої статі у селищі припадало 102,4 чоловіків;  на 100 жінок у віці від 18 років та старших — 110,3 чоловіків також старших 18 років.
Середній дохід на одне домашнє господарство  становив 32 500 доларів США (медіана — 22 500), а середній дохід на одну сім'ю — 37 727 доларів (медіана — 28 438). За межею бідності перебувало 6,7 % осіб, у тому числі 0,0 % дітей у віці до 18 років та 14,3 % осіб у віці 65 років та старших.
Цивільне працевлаштоване населення становило 18 осіб. Основні галузі зайнятості: освіта, охорона здоров'я та соціальна допомога — 44,4 %, виробництво — 16,7 %, мистецтво, розваги та відпочинок — 16,7 %.